# Luena (Angola)
Luena (11°47′S 19°54′E / -11.783, 19.900), es la capital de la provincia angoleña de Moxico, su nombre original fue Vila Luso, fundada por los portugueses a principios del siglo XX.

## Geografía
La ciudad de Luena, se ubica a una altitud de 1330 m s. n. m. Está localizada geográficamente entre los 11º46'59" S y los 19º55'00" E.

## Demografía
Tiene una población de 35.000 habitantes aproximadamente (2006).

## Lengua española
En la ciudad existen unos 2.000 hispanohablantes[cita requerida] como consecuencia de la presencia del ejército cubano a finales del siglo XX, durante la guerra de la frontera de Sudáfrica.

## Sede episcopal
Sede de la Diócesis de Luena, (Lwena) (en latín:  Dioecesis Lvenanus ) sufragánea de la Arquidiócesis de Huambo. La Diócesis de Luso fue creada el 1 de julio de 1963, cambia de nombre el 16 de mayo de 1979. El obispo actual, desde el año 2008,  es Dom Jesús Tirso Blanco.